# Капреццо
Капреццо (італ. Caprezzo, п'єм. Cravess) — муніципалітет в Італії, у регіоні П'ємонт,  провінція Вербано-Кузіо-Оссола.
Капреццо розташоване на відстані близько 560 км на північний захід від Рима, 125 км на північний схід від Турина, 7 км на північний схід від Вербанії.
Населення — 175 осіб (2014).
Щорічний фестиваль відбувається 24 серпня. Покровитель — святий Варфоломій.

## Демографія
Населення за роками:

Станом на 1 січня 2023 року в муніципалітеті офіційно проживало 8 іноземців з 5 країн, серед них 1 громадянин країн Євросоюзу та 3 громадяни України.

## Сусідні муніципалітети
- Камб'яска
- Інтранья
- М'яццина
- Віньйоне